# Rhedae
Rhedae era una vila romana del departament francès de l'Aude, el nom de la qual va originar el del comtat de Rasès. S'han trobat algunes restes romanes al poblet de Rènnas del Castèl al Rasès, però no és clar que corresponguin a l'antiga Rhedae.